# Léon Beauvallet
Pour les articles homonymes, voir Beauvallet.
Pierre-Léon-Charles Beauvallet est un acteur, dramaturge et romancier français né le 22 août 1828 dans l'ancien 10e arrondissement de Paris et mort le 22 mars 1885 à Paris 14e.
Auteur de nombreuses pièces de théâtre, pour la plupart écrites en collaboration, ainsi que de romans-feuilletons parus dans Le Passe-Temps avant d'être publiés en librairie, il est surtout connu pour avoir fait partie de la troupe qui accompagna Rachel aux États-Unis et à Cuba en 1855. Le récit qu'il fit de cette odyssée, publié tout d'abord dans Le Figaro sous le titre Rachel et le Nouveau-Monde, eut un certain succès et fut traduit en anglais dès sa parution en 1856.
Léon Beauvallet est le fils de Pierre-François Beauvallet et le père de Frantz Beauvallet, tous deux auteurs dramatiques.

## Œuvres

### Théâtre
- Le Roi de Rome, drame en cinq actes et dix tableaux de Léon Beauvallet et Charles Desnoyer, Ambigu-Comique, 13 juin 1850
- Les Femmes de Gavarni, « scènes de la vie parisienne », trois actes et une mascarade mêlés de couplets de Léon Beauvallet, Théodore Barrière et Adrien Decourcelle, Variétés, 3 juin 1852
- Sur Terre et sur mer, comédie en un acte mêlée de chant, Ambigu-Comique, 22 janvier 1854
- Le Paradis perdu, drame en cinq actes mêlé de chant de Léon Beauvallet et  Henry de Kock, théâtre Beaumarchais, 9 septembre 1854
- La Mariée est trop belle, comédie-vaudeville en un acte de Léon Beauvallet et  Henry de Kock, Palais-Royal, 25 juin 1855
- Le Guetteur de nuit, opérette bouffe en un acte de Léon Beauvallet et Amédée de Jallais, Bouffes-Parisiens, 30 août 1856
- Les Princesses de la rampe, comédie en deux actes mêlée de chant de Léon Beauvallet et  Lambert-Thiboust, Variétés, 26 février 1857
- Je ne mange pas de ce pain-là, comédie-vaudeville en un acte de Léon Beauvallet et  Marcel Nouvière, Palais-Royal, 4 septembre 1857
- La Filleule du chansonnier, drame en trois actes mêlé de chant de Léon Beauvallet et Saint-Agnan Choler d'après les chansons de Pierre-Jean de Béranger, Ambigu-Comique, 1er novembre 1857
- Ninon et Ninette, vaudeville en un acte de Léon Beauvallet, Amédée de Jallais et Marcel Nouvière, Folies-Dramatiques, 5 octobre 1858
- Les Moissonneurs de Rome, drame en un acte, Jeunes-Artistes, 26 avril 1864
- Le Crime de Faverne, drame en cinq actes et sept tableaux de Léon Beauvallet et  Théodore Barrière, Ambigu-Comique, 6 février 1868
- Le Sacrilège, drame en cinq actes, huit tableaux de Léon Beauvallet et Théodore Barrière, Ambigu-Comique, 23 octobre 1868
- Les Quatre Henri, ou la Destinée, drame historique en six actes, Ambigu-Comique, 5 juin 1869
- Bruxelles qui rit, revue-féerie en cinq actes et dix-huit tableaux de Léon Beauvallet et Marc Leprévost, Théâtre royal du Parc, Bruxelles, 6 février 1870
- Le Fils d'une comédienne, drame en cinq actes de Léon et Frantz Beauvallet, théâtre de Cluny, 17 décembre 1873
- L'Amant de la lune, drame en cinq actes et sept tableaux de Léon Beauvallet et Paul de Kock, Ambigu-Comique, 17 mai 1874
- Les Femmes de Paul de Kock, pièce fantastique en cinq actes et neuf tableaux de Léon et Frantz Beauvallet, théâtre Déjazet, 17 juin 1874
- Le Tour du monde en 80 minutes, « voyage fantaisiste » en trois actes et cinq tableaux, Déjazet, 15 novembre 1874
- Auguste Manette, drame en cinq actes et six tableaux de Léon Beauvallet et Alexis Bouvier, théâtre des Arts, 26 janvier 1875
- La Mère Gigogne, pièce en cinq actes et dix tableaux mêlée de chant de Léon Beauvallet et Victor Koning, théâtre du Château-d'Eau, 5 février 1875
- Le Papillon du Marais, comédie en un acte, mêlée de chant de Léon et Frantz Beauvallet, Athénée-Comique, 1er octobre 1876
- La Vicomtesse Alice, drame en cinq actes et 8 tableaux de Léon Beauvallet et Albéric Second, théâtre des Nations, 28 septembre 1882

### Écrits
Romans
- Les Drames de Montfaucon, 1864
- Les Pendus de Montfaucon : Les Mystères de la rue des Marmousets, 1870
- Les Pendus de Montfaucon : Les Secrets du capitaine Buridan, 1871
- Les Nuits royales, suite des Secrets du capitaine Buridan, 1872
- Suce-canelle, ou les Trois Faubouriennes, avec Frantz Beauvallet et Saint-Vrin, 1879, lire en ligne sur Gallica
- Le Crime de la place Saint-Jacques, roman de mœurs contemporaines, avec Frantz Beauvallet, 1881, lire en ligne sur Gallica
- Milord l'Arsouille, 1888
- Mlle d'Artagnan, avec Frantz Beauvallet, 1893

Divers
- Rachel et le Nouveau-Monde, promenade aux États-Unis et aux Antilles, 1856, lire en ligne sur Gallica
- Les Femmes de Murger, avec Louis Lemercier de Neuville, 1861
- Les Femmes de Victor Hugo, avec Charles Valette, 1862